# Wahlkreis Siena (Camera dei deputati)
Der Wahlkreis Siena war von 1993 bis 2005 und von 2017 bis 2020 ein Wahlkreis (italienisch collegio elettorale) für die Wahl der Abgeordnetenkammer.

## Von 1993 bis 2005

### Wahlkreisgebiet
| Wahlkreise – Camera dei deputati – Toskana | Wahlkreise – Camera dei deputati – Toskana | Wahlkreise – Camera dei deputati – Toskana |
| Provinz                                    | Provinz                                    | Gemeinden nach Provinzen ⮞ Wahlkreis |
| ------------------------------------------ | ------------------------------------------ | --- |
|                                            | Provinz Arezzo (39 Gemeinden)              | 11 ⮞ Wahlkreis Arezzo 21 ⮞ Wahlkreis Montevarchi 7 ⮞ Wahlkreis Cortona |
|                                            | Provinz Florenz (44 Gemeinden)             | Teil von Florenz ⮞ Wahlkreis Florenz 1 Teil von Florenz ⮞ Wahlkreis Florenz 2 Teil von Florenz ⮞ Wahlkreis Florenz 3 14 + Teil von Florenz ⮞ Wahlkreis Florenz – Pontassieve 10 ⮞ Wahlkreis Bagno a Ripoli 8 ⮞ Wahlkreis Empoli 6 ⮞ Wahlkreis Scandicci 5 ⮞ Wahlkreis Sesto Fiorentino |
|                                            | Provinz Grosseto (28 Gemeinden)            | 10 ⮞ Wahlkreis Grosseto 17 ⮞ Wahlkreis Massa Marittima 1 ⮞ Wahlkreis Piombino |
|                                            | Provinz Livorno (20 Gemeinden)             | 1 + Teil von Livorno ⮞ Wahlkreis Livorno – Collesalvetti 2 + Teil von Livorno ⮞ Wahlkreis Livorno – Rosignano Marittimo 16 ⮞ Wahlkreis Piombino |
|                                            | Provinz Lucca (35 Gemeinden)               | 3 ⮞ Wahlkreis Lucca 26 ⮞ Wahlkreis Capannori 4 ⮞ Wahlkreis Viareggio 2 ⮞ Wahlkreis Massa |
|                                            | Provinz Massa-Carrara (17 Gemeinden)       | 2 ⮞ Wahlkreis Massa 15 ⮞ Wahlkreis Carrara |
|                                            | Provinz Pisa (39 Gemeinden)                | 3 ⮞ Wahlkreis Pisa 10 ⮞ Wahlkreis Cascina 25 ⮞ Wahlkreis Pontedera 1 ⮞ Wahlkreis Viareggio |
|                                            | Provinz Pistoia (22 Gemeinden)             | 8 ⮞ Wahlkreis Pistoia 12 ⮞ Wahlkreis Montecatini Terme 2 ⮞ Wahlkreis Prato – Montemurlo |
|                                            | Provinz Prato (7 Gemeinden)                | 2 + Teil von Prato ⮞ Wahlkreis Prato – Carmignano 4 + Teil von Prato ⮞ Wahlkreis Prato – Montemurlo |
|                                            | Provinz Siena (36 Gemeinden)               | 11 ⮞ Wahlkreis Siena 11 ⮞ Wahlkreis Cortona 14 ⮞ Wahlkreis Massa Marittima |

Der Wahlkreis umfasste 11 Gemeinden: Casole d’Elsa, Castellina in Chianti, Castelnuovo Berardenga, Colle di Val d’Elsa, Gaiole in Chianti, Monteriggioni, Poggibonsi, Radda in Chianti, Radicondoli, San Gimignano und Siena.

### Wahlergebnisse

#### Parlamentswahl 1994

##### Direktstimmen
| Kandidaten               | Kandidaten            | Parteien                                 | Stimmen | %    |
| ------------------------ | --------------------- | ---------------------------------------- | ------- | ---- |
|                          | Fabrizio Vignigewählt | Progressisti                             | 53.579  | 54,3 |
|                          | Antonio Cottini       | Polo delle Libertà (FI – LN – CCD – UdC) | 18.040  | 18,3 |
|                          | Mario Becattelli      | Patto per l’Italia                       | 13.791  | 14,0 |
|                          | Amedeo Monfardini     | Alleanza Nazionale                       | 9.555   | 9,7  |
|                          | Mario Ascheri         | Lista Marco Pannella – Riformatori       | 3.714   | 3,8  |
| Gesamt                   | Gesamt                | Gesamt                                   | 98.679  | 100  |
|                          |                       |                                          |         |      |
| Ungültige Stimmen        | Ungültige Stimmen     | Ungültige Stimmen                        | 6.577   | 6,2  |
| Wähler                   | Wähler                | Wähler                                   | 105.256 | 93,3 |
| Wahlberechtigte          | Wahlberechtigte       | Wahlberechtigte                          | 112.830 |      |
|                          |                       |                                          |         |      |
| Quelle: Innenministerium |                       |                                          |         |      |

##### Listenstimmen
| Parteien                             | Parteien                        | Parteien                           | Stimmen | %    |
| ------------------------------------ | ------------------------------- | ---------------------------------- | ------- | ---- |
|                                      | Progressisti                    | Partito Democratico della Sinistra | 42.401  | 42,0 |
| Partito della Rifondazione Comunista | Progressisti                    | 8.430                              | 8,4     |      |
| Partito Socialista Italiano          | Progressisti                    | 2.287                              | 2,3     |      |
| Federazione dei Verdi                | Progressisti                    | 1.950                              | 1,9     |      |
| Alleanza Democratica                 | Progressisti                    | 1.529                              | 1,5     |      |
| La Rete                              | Progressisti                    | 1.161                              | 1,2     |      |
| ↳ Gesamt                             | Progressisti                    | 57.758                             | 57,2    |      |
|                                      | Polo delle Libertà              | Forza Italia                       | 13.567  | 13,4 |
| Lega Nord                            | Polo delle Libertà              | 1.549                              | 1,5     |      |
| ↳ Gesamt                             | Polo delle Libertà              | 15.116                             | 15,0    |      |
|                                      | Patto per l’Italia              | Partito Popolare Italiano          | 9.621   | 9,5  |
| Patto Segni                          | Patto per l’Italia              | 5.158                              | 5,1     |      |
| ↳ Gesamt                             | Patto per l’Italia              | 14.779                             | 14,6    |      |
|                                      | Alleanza Nazionale              | Alleanza Nazionale                 | 9.107   | 9,0  |
|                                      | Lista Marco Pannella            | Lista Marco Pannella               | 3.711   | 3,7  |
|                                      | Socialdemocrazia per le Libertà | Socialdemocrazia per le Libertà    | 328     | 0,3  |
|                                      | Insieme per lo Sviluppo         | Insieme per lo Sviluppo            | 132     | 0,1  |
| Gesamt                               | Gesamt                          | Gesamt                             | 100.931 | 100  |
|                                      |                                 |                                    |         |      |
| Ungültige Stimmen                    | Ungültige Stimmen               | Ungültige Stimmen                  | 4.321   | 4,1  |
| Wähler                               | Wähler                          | Wähler                             | 105.252 | 93,3 |
| Wahlberechtigte                      | Wahlberechtigte                 | Wahlberechtigte                    | 112.830 |      |
|                                      |                                 |                                    |         |      |
| Quelle: Innenministerium             |                                 |                                    |         |      |

#### Parlamentswahl 1996

##### Direktstimmen
| Kandidaten               | Kandidaten            | Parteien            | Stimmen | %    |
| ------------------------ | --------------------- | ------------------- | ------- | ---- |
|                          | Fabrizio Vignigewählt | L’Ulivo             | 65.071  | 67,5 |
|                          | Marco Bindi           | Polo per le Libertà | 31.362  | 32,5 |
| Gesamt                   | Gesamt                | Gesamt              | 96.433  | 100  |
|                          |                       |                     |         |      |
| Ungültige Stimmen        | Ungültige Stimmen     | Ungültige Stimmen   | 6.732   | 6,5  |
| Wähler                   | Wähler                | Wähler              | 103.165 | 91,4 |
| Wahlberechtigte          | Wahlberechtigte       | Wahlberechtigte     | 112.917 |      |
|                          |                       |                     |         |      |
| Quelle: Innenministerium |                       |                     |         |      |

##### Listenstimmen
| Parteien                                          | Parteien                             | Parteien                             | Stimmen | %    |
| ------------------------------------------------- | ------------------------------------ | ------------------------------------ | ------- | ---- |
|                                                   | L’Ulivo                              | Partito Democratico della Sinistra   | 42.556  | 43,1 |
| Popolari per Prodi (PPI – SVP – PRI – UD – Prodi) | L’Ulivo                              | 6.050                                | 6,1     |      |
| Rinnovamento Italiano                             | L’Ulivo                              | 3.823                                | 3,9     |      |
| Federazione dei Verdi                             | L’Ulivo                              | 1.801                                | 1,8     |      |
| ↳ Gesamt                                          | L’Ulivo                              | 54.230                               | 54,9    |      |
|                                                   | Polo per le Libertà                  | Alleanza Nazionale                   | 13.141  | 13,3 |
| Forza Italia                                      | Polo per le Libertà                  | 11.314                               | 11,4    |      |
| CCD – CDU                                         | Polo per le Libertà                  | 5.187                                | 5,2     |      |
| ↳ Gesamt                                          | Polo per le Libertà                  | 29.642                               | 30,0    |      |
|                                                   | Partito della Rifondazione Comunista | Partito della Rifondazione Comunista | 10.121  | 10,2 |
|                                                   | Lista Pannella – Sgarbi              | Lista Pannella – Sgarbi              | 1.918   | 1,9  |
|                                                   | Lega Nord                            | Lega Nord                            | 1.244   | 1,3  |
|                                                   | Partito Socialista                   | Partito Socialista                   | 646     | 0,7  |
|                                                   | Fiamma Tricolore                     | Fiamma Tricolore                     | 476     | 0,5  |
|                                                   | Movimento Autonomista Toscano        | Movimento Autonomista Toscano        | 350     | 0,4  |
|                                                   | Mani Pulite                          | Mani Pulite                          | 145     | 0,1  |
|                                                   | Partito Umanista                     | Partito Umanista                     | 79      | 0,1  |
| Gesamt                                            | Gesamt                               | Gesamt                               | 98.851  | 100  |
|                                                   |                                      |                                      |         |      |
| Ungültige Stimmen                                 | Ungültige Stimmen                    | Ungültige Stimmen                    | 4.328   | 4,2  |
| Wähler                                            | Wähler                               | Wähler                               | 103.179 | 91,4 |
| Wahlberechtigte                                   | Wahlberechtigte                      | Wahlberechtigte                      | 112.917 |      |
|                                                   |                                      |                                      |         |      |
| Quelle: Innenministerium                          |                                      |                                      |         |      |

#### Parlamentswahl 2001

##### Direktstimmen
| Kandidaten               | Kandidaten            | Parteien           | Stimmen | %    |
| ------------------------ | --------------------- | ------------------ | ------- | ---- |
|                          | Fabrizio Vignigewählt | L’Ulivo            | 59.112  | 62,3 |
|                          | Simonetta Moretti     | Casa delle Libertà | 29.020  | 30,6 |
|                          | Enzo Martinelli       | Democrazia Europea | 2.553   | 2,7  |
|                          | Oscar D’Agostino      | Lista Di Pietro    | 2.120   | 2,2  |
|                          | Mario Leoncini        | Lista Emma Bonino  | 2.089   | 2,2  |
| Gesamt                   | Gesamt                | Gesamt             | 94.894  | 100  |
|                          |                       |                    |         |      |
| Ungültige Stimmen        | Ungültige Stimmen     | Ungültige Stimmen  | 5.649   | 5,6  |
| Wähler                   | Wähler                | Wähler             | 100.543 | 88,5 |
| Wahlberechtigte          | Wahlberechtigte       | Wahlberechtigte    | 113.587 |      |
|                          |                       |                    |         |      |
| Quelle: Innenministerium |                       |                    |         |      |

##### Listenstimmen
| Parteien                               | Parteien                             | Parteien                             | Stimmen | %    |
| -------------------------------------- | ------------------------------------ | ------------------------------------ | ------- | ---- |
|                                        | L’Ulivo                              | Democratici di Sinistra              | 40.044  | 41,6 |
| La Margherita (Dem – PPI – RI – Udeur) | L’Ulivo                              | 9.539                                | 9,9     |      |
| Partito dei Comunisti Italiani         | L’Ulivo                              | 1.881                                | 2,0     |      |
| Il Girasole (FdV – SDI)                | L’Ulivo                              | 1.830                                | 1,9     |      |
| ↳ Gesamt                               | L’Ulivo                              | 53.294                               | 55,4    |      |
|                                        | Casa delle Libertà                   | Forza Italia                         | 17.672  | 18,4 |
| Alleanza Nazionale                     | Casa delle Libertà                   | 11.339                               | 11,8    |      |
| CCD – CDU                              | Casa delle Libertà                   | 1.907                                | 2,0     |      |
| Nuovo PSI                              | Casa delle Libertà                   | 782                                  | 0,8     |      |
| Lega Nord                              | Casa delle Libertà                   | 452                                  | 0,5     |      |
| ↳ Gesamt                               | Casa delle Libertà                   | 32.152                               | 33,4    |      |
|                                        | Partito della Rifondazione Comunista | Partito della Rifondazione Comunista | 5.339   | 5,6  |
|                                        | Lista Di Pietro                      | Lista Di Pietro                      | 2.012   | 2,1  |
|                                        | Lista Emma Bonino                    | Lista Emma Bonino                    | 1.806   | 1,9  |
|                                        | Democrazia Europea                   | Democrazia Europea                   | 1.380   | 1,4  |
|                                        | Comunismo                            | Comunismo                            | 136     | 0,1  |
|                                        | Abolizione Scorporo                  | Abolizione Scorporo                  | 46      | 0,0  |
| Gesamt                                 | Gesamt                               | Gesamt                               | 96.165  | 100  |
|                                        |                                      |                                      |         |      |
| Ungültige Stimmen                      | Ungültige Stimmen                    | Ungültige Stimmen                    | 4.385   | 4,4  |
| Wähler                                 | Wähler                               | Wähler                               | 100.550 | 88,5 |
| Wahlberechtigte                        | Wahlberechtigte                      | Wahlberechtigte                      | 113.587 |      |
|                                        |                                      |                                      |         |      |
| Quelle: Innenministerium               |                                      |                                      |         |      |

## Von 2017 bis 2020

### Wahlkreisgebiet
| Wahlkreise – Camera dei deputati – Toskana | Wahlkreise – Camera dei deputati – Toskana | Wahlkreise – Camera dei deputati – Toskana |
| Provinz                                    | Provinz                                    | Gemeinden nach Provinzen ⮞ Wahlkreis |
| ------------------------------------------ | ------------------------------------------ | --- |
|                                            | Metropolitanstadt Florenz (42 Gemeinden)   | Teil von Florenz ⮞ Wahlkreis Florenz – Novoli – Peretola Teil von Florenz ⮞ Wahlkreis Florenz – Scandicci 15 ⮞ Wahlkreis Empoli 19 ⮞ Wahlkreis Sesto Fiorentino 3 ⮞ Wahlkreis Poggibonsi |
|                                            | Provinz Arezzo (37 Gemeinden)              | 30 ⮞ Wahlkreis Arezzo 5 ⮞ Wahlkreis Siena 2 ⮞ Wahlkreis Sesto Fiorentino |
|                                            | Provinz Grosseto (28 Gemeinden)            | alle ⮞ Wahlkreis Grosseto |
|                                            | Provinz Livorno (20 Gemeinden)             | 11 ⮞ Wahlkreis Livorno 9 ⮞ Wahlkreis Grosseto |
|                                            | Provinz Lucca (33 Gemeinden)               | 26 ⮞ Wahlkreis Lucca 5 ⮞ Wahlkreis Massa 2 ⮞ Wahlkreis Pistoia |
|                                            | Provinz Massa-Carrara (17 Gemeinden)       | alle ⮞ Wahlkreis Massa |
|                                            | Provinz Pisa (37 Gemeinden)                | 12 ⮞ Wahlkreis Pisa 25 ⮞ Wahlkreis Poggibonsi |
|                                            | Provinz Pistoia (20 Gemeinden)             | 17 ⮞ Wahlkreis Pistoia 2 ⮞ Wahlkreis Prato 1 ⮞ Wahlkreis Empoli |
|                                            | Provinz Prato (7 Gemeinden)                | alle ⮞ Wahlkreis Prato |
|                                            | Provinz Siena (35 Gemeinden)               | 30 ⮞ Wahlkreis Siena 5 ⮞ Wahlkreis Poggibonsi |

Der Wahlkreis umfasste 35 Gemeinden:
- 30 Gemeinden der Provinz Siena (Abbadia San Salvatore, Asciano, Buonconvento, Castellina in Chianti, Castelnuovo Berardenga, Castiglione d’Orcia, Cetona, Chianciano Terme, Chiusdino, Chiusi, Gaiole in Chianti, Montalcino, Montepulciano, Monteriggioni, Monteroni d’Arbia, Monticiano, Murlo, Piancastagnaio, Pienza, Radda in Chianti, Radicofani, Rapolano Terme, San Casciano dei Bagni, San Quirico d’Orcia, Sarteano, Siena, Sinalunga, Sovicille, Torrita di Siena und Trequanda);
- 5 Gemeinden der Provinz Arezzo (Castiglion Fiorentino, Cortona, Foiano della Chiana, Lucignano und Marciano della Chiana).

### Wahlergebnisse

#### Parlamentswahl 2018
| Kandidaten               | Kandidaten               | Stimmen | %    | Listen                                      | Stimmen | %    |
| ------------------------ | ------------------------ | ------- | ---- | ------------------------------------------- | ------- | ---- |
|                          | Pier Carlo Padoangewählt | 53.457  | 36,2 | Partito Democratico                         | 47.483  | 32,1 |
| +Europa                  | Pier Carlo Padoangewählt | 53.457  | 36,2 | 4.383                                       | 3,0     |      |
| Italia Europa Insieme    | Pier Carlo Padoangewählt | 53.457  | 36,2 | 1.065                                       | 0,7     |      |
| Civica Popolare          | Pier Carlo Padoangewählt | 53.457  | 36,2 | 526                                         | 0,4     |      |
|                          | Claudio Borghi           | 47.694  | 32,3 | Lega                                        | 24.257  | 16,4 |
| Forza Italia             | Claudio Borghi           | 47.694  | 32,3 | 15.464                                      | 10,5    |      |
| Fratelli d’Italia        | Claudio Borghi           | 47.694  | 32,3 | 7.092                                       | 4,8     |      |
| Noi con l’Italia – UDC   | Claudio Borghi           | 47.694  | 32,3 | 881                                         | 0,6     |      |
|                          | Leonardo Franci          | 33.092  | 22,4 | Movimento 5 Stelle                          | 33.092  | 22,4 |
|                          | Fulvio Mancuso           | 5.559   | 3,8  | Liberi e Uguali                             | 5.559   | 3,8  |
|                          | Elena Golini             | 2.276   | 1,5  | Potere al Popolo!                           | 2.276   | 1,5  |
|                          | Nicola Bettollini        | 2.009   | 1,4  | Partito Comunista                           | 2.009   | 1,4  |
|                          | Marzio Fucito            | 1.889   | 1,3  | CasaPound Italia                            | 1.889   | 1,3  |
|                          | Stefano Claudi           | 820     | 0,6  | Il Popolo della Famiglia                    | 820     | 0,6  |
|                          | Alessandro Dolci         | 597     | 0,4  | Italia agli Italiani (FT – FN)              | 597     | 0,4  |
|                          | Barbara Pecchioli        | 365     | 0,2  | Per una Sinistra Rivoluzionaria (SCR – PCL) | 365     | 0,2  |
| Gesamt                   | Gesamt                   | 147.758 | 100  |                                             | 147.758 | 100  |
|                          |                          |         |      |                                             |         |      |
| Ungültige Stimmen        | Ungültige Stimmen        | 5.109   | 3,3  |                                             |         |      |
| Wähler                   | Wähler                   | 152.867 | 78,5 |                                             |         |      |
| Wahlberechtigte          | Wahlberechtigte          | 194.713 |      |                                             |         |      |
|                          |                          |         |      |                                             |         |      |
| Quelle: Innenministerium |                          |         |      |                                             |         |      |

#### Nachwahl 2021
Die Wahl fand am 3. Oktober statt.
| Kandidaten                  | Kandidaten                | Parteien                                 | Stimmen | %    |
| --------------------------- | ------------------------- | ---------------------------------------- | ------- | ---- |
|                             | Enrico Lettagewählt       | Con Enrico Letta                         | 33.523  | 49,9 |
|                             | Tommaso Marrocchesi Marzi | Mitte-rechts (Lega – FdI – FI – UdC–NcI) | 25.398  | 37,8 |
|                             | Marco Rizzo               | Partito Comunista                        | 3.166   | 4,7  |
|                             | Elena Golini              | Potere al Popolo!                        | 1.998   | 3,0  |
|                             | Mauro Aurigi              | Italexit per l’Italia                    | 1.163   | 1,7  |
|                             | Angelina Rappuoli         | Movimento Nazionale Italiano             | 1.004   | 1,5  |
|                             | Tommaso Agostini          | Movimento 3V                             | 943     | 1,4  |
| Gesamt                      | Gesamt                    | Gesamt                                   | 67.195  | 100  |
|                             |                           |                                          |         |      |
| Ungültige Stimmen           | Ungültige Stimmen         | Ungültige Stimmen                        | 4.006   | 5,6  |
| Wähler                      | Wähler                    | Wähler                                   | 71.201  | 35,5 |
| Wahlberechtigte             | Wahlberechtigte           | Wahlberechtigte                          | 200.530 |      |
|                             |                           |                                          |         |      |
| Quelle: Camera dei deputati |                           |                                          |         |      |